# 10 juin 2002
Le lundi 10 juin 2002 est le 161e jour de l'année 2002.

## Décès
- John Gotti (né le 27 octobre 1940), criminel américain
- John Wansbrough (né le 19 février 1928), historien américain
- Louis Carré (né le 7 janvier 1925), footballeur belge
- Maria Smirnova (née le 31 mars 1920), Héroïne de l'Union soviétique
- Maury Travis (né le 25 octobre 1965), tueur en série américain

## Événements
- Éclipse solaire du 10 juin 2002
- Découverte de (46441) Mikepenston
- 28e cérémonie des Saturn Awards
- Sortie de l'album A Little Deeper de Ms. Dynamite
- Sortie de la chanson By the Way des Red Hot Chili Peppers
- Sortie du premier album de David Guetta Just a Little More Love
- Sortie de la chanson de Kylie Minogue : Love at First Sight
- Sortie du single Sincerely ~Ever Dream~ du groupe féminin de J-pop dream,
- Début du Classic de Birmingham 2002